# ميريل جان جيتلين
ميريل جان جيتلين (بالإنجليزية: Meryl Jan Getline)‏ (من مواليد يونيو 1953) وهي طيارة أمريكية ومؤلفة وكاتبة.

## حياتها
ولدت ميريل في دايتون (أوهايو) وترعرعت في سان دييغو، كاليفورنيا. أصبحت مهتمة بالطيران أثناء دراستها الجامعية. حاولت الانضمام إلى الجيش وأصبحت طيارة هناك ، لكن الظروف قيدت عملها في مراقبة الحركة الجوية.
كان منصبها الأول كطيارة طيران في شركة طيران ركاب مقرها كاليفورنيا، وخلال تلك الفترة حصلت على تصنيف من نوع ماكدونل دوغلاس دي سي-10. وكانت أول امرأة أمريكية تقوم بذلك. انضمت في وقت لاحق إلى شركة الطيران الإقليمية فيين اير ألاسكا. في عام 1985، تم التعاقد معها من قبل يونايتد ايرلاينز ، خلال إضراب الطيار. في عام 2006 ، تقاعدت ثماني سنوات في وقت مبكر.
تمتلك ميريل مجموعة واسعة من شهادات الطائرات ، بما في ذلك رخصة النقل الجوي ( AMEL ومشغلة برج التحكم ومهندسة الطيران ومدربة بالإضافة إلى تصنيفات النوع لـ إيرباص إيه 320, بوينغ 727, بوينغ 737, بوينغ 777 وسيسنا سايتيشن ، وماكدونل دوغلاس دي سي-10.
تقيم ميريل حاليا في إليزابيث (كولورادو).

## عملها
كتبت ميريل عددًا من الكتب استنادًا إلى تجاربها كطيارة، وكتبت بشكل منتظم في " يو إس إيه توداي" من 2004 إلى 2006 بعنوان "اسأل الكابتن" ، حيث أجابت على أسئلة حول السفر بالطائرة. كما أنها كتبت لمنشورات أخرى، بما في ذلك  كريسشان ساينس مونيتور ومجلة رود آند ترافيل ؛ واعتبارًا من عام 2006 ، كانت تساهم بانتظام في مجلة "Executive Travel.
وقد أقامت ضيفًا في برامج إخبارية تلفزيونية ، مثل هيئة الإذاعة الأمريكية ، لمناقشة مسيرتها المهنية والقضايا التي تواجه النساء في مجال الطيران ، كما تحدثت أيضًا أمام مجموعات تتناول مواضيع مشابهة متعلقة بالطيران.

## وصلات خارجية
- Getline's bio at the Speakermatch speakers' bureau
- Getline's web site
- a site promoting Getline's program on mastering your fear of flying